# Soul To Squeeze
«Soul to Squeeze» es una canción de Red Hot Chili Peppers que fue lanzada como sencillo en 1993, como parte de la banda sonora de la película Coneheads (anteriormente fue lanzado como b-side de diferentes sencillos en 1991). John Frusciante toca la guitarra en esta canción pero no aparece en el video, ya que previamente se había marchado de la banda en 1992. La canción fue creada realmente para el disco de la banda Blood Sugar Sex Magik de 1991, pero finalmente no fue incluida en él. «Soul to Squeeze» fue incluida en la recopilación Greatest Hits, en formato CD y DVD, lanzado en 2003. El actor Chris Farley hace una breve aparición en el video de la canción.

## Lista de canciones

### CD sencillo (1991)
1. «Soul to Squeeze» (Álbum)
2. «Nobody Weird Like Me» (Live)
3. «If You Have to Ask» (Friday Night Fever Blister Mix)
4. «If You Have to Ask» (Disco Krisco Mix)
5. «If You Have to Ask» (Scott And Garth Mix)
6. «If You Have to Ask» (Álbum)
7. «Give It Away» (Edit)

### CD versión 2 (1991)
1. «Soul to Squeeze» (Álbum)
2. «Nobody Weird Like Me» (Live)
3. «Suck My Kiss» (Live)

### CD versión 3 (1993)
1. «Soul to Squeeze» (Álbum)
2. «Nobody Weird Like Me» (Live)

### CD versión 4 (1993)
1. «Soul to Squeeze» (Álbum)
2. «Nobody Weird Like Me» (Live)
3. «If You Have to Ask» (Scott And Garth Mix)
4. «Soul to Squeeze»

### 7" Versión (released es Jukebox)
1. «Soul to Squeeze» (Álbum)
2. «Nobody Weird Like Me» (Live)

## Posiciones en las listas
| Listas                         | Posición |
| ------------------------------ | -------- |
| Lista musical de Australia     | N.º 9    |
| Lista musical de Nueva Zelanda | N.º 6    |
| Lista musical de Suecia        | N.º 13   |
| Lista musical de Suiza         | N.º 32   |
| Billboard Mainstream Rock      | N.º 7    |
| Billboard Modern Rock Tracks   | N.º 1    |
| Billboard Top 40 Mainstream    | N.º 26   |
| The Billboard Hot 100          | N.º 22   |